# Травис Мейуедър
Травис Мейуедър е герой от фантастичната вселена на Стар Трек, и по-точно от телевизионния сериал Стар Трек: Ентърпрайз, където ролята се изпълнява от актьора Антъни Монтгомъри.

## Биография
Мейуедър е роден през 2126 г. на борда на товарния космически кораб „Хоризонт“, и е посещавал много места като Трилий Прайм, Дрейлакс, колонията Вега, и двете Тенебиански луни. Той е отраснал в космоса на борда на различни товарни кораби и има повече опит в космоса и от капитана, Джонатан Арчър.
Мейуедър е тих млад мъж, който е много опитен пилот и любител на алпинизма. Има поне един брат, Пол, който става капитан на Хоризонт след смъртта на баща им през януари 2153 г. Майка им, Райана, е била лекаря и главния инженер на кораба. Мейуедър се връща на Хоризонт на 10 януари 2153 г., докато кораба е пътувал за колонията Денева. По пътя за станцията Денева, корабът е атакуван от пирати, но опита с оръжия на Мейуедър, придобит по време на службата му в Старфлийт помага на Хоризонт да се защити от нападателите.
По време на сериала, Мейуедър е раняван и дори „убиван“ повече пъти, от който и да е от главните герои.
Първоначално Мейуедър е трябвало да бъде лейтенант, заради опита си в космоса. Обаче рангът му е променен на мичман, защото според продуцентите, оставяйки Мейуедър и по-стария Малкълм Рийд с един и същи ранг ни би било правдоподобно.
В последния епизод на Ентърпрайз, Мейуедър и Хоши Сато са мичмани независимо, че са служили на борда на Ентърпрайз десет години. Причината за това е неизяснена, въпреки че не е рядкост служители на Старфлийт да служат за дълъг период от време без да получат повишение, пример за това е Хари Ким, който остава мичман през всичките седем сезона на Стар Трек: Вояджър; понижаването на Том Парис в този сериал също е прецедент за все още неизяснен инцидент, който може да е оказал влияние върху ранговете на двамата офицери. Причина за дългия период без повишение може да е липсата ранговете младши лейтенант и лейтенант командир през 22 век (правейки по този начин повишенията по-малко на брой и по-нарядко).

## Огледална вселена
В двете части на епизода „Огледална вселена“, огледалната версия на Травис Мейуедър е сержант във ВКОО корпуса. По-късно той се сприятелява с огледалната Хоши Сато, докато тя се опитва да стане императрица на Земната империя.